# Dragprovkurva
För praktiska dragprov av textila fibrer, se Analys av textilfibrer.

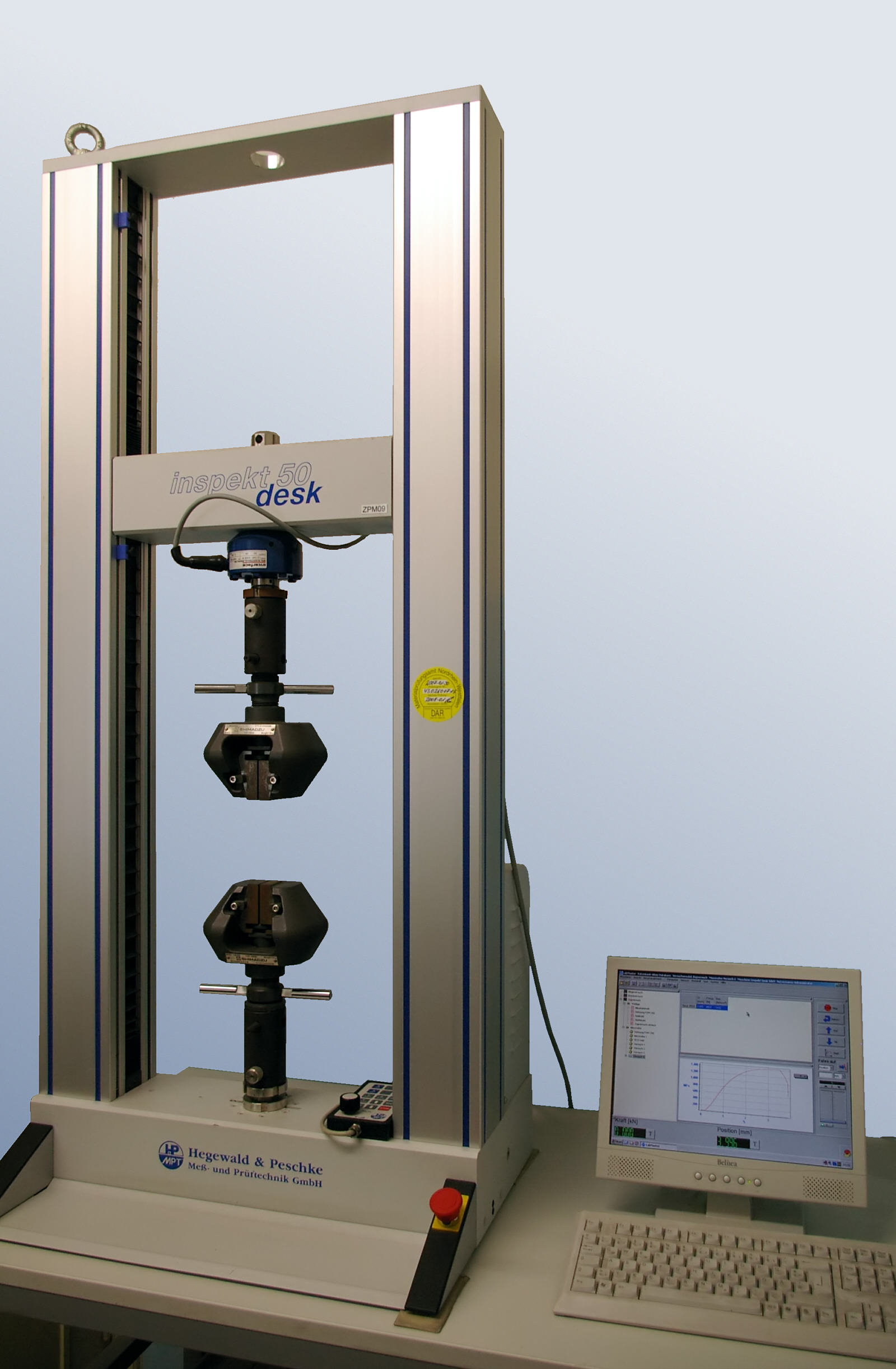
En dragprovmaskin, i detta fall från Hegewald & Peschke med 50 kN dragkraft.

En dragprovkurva visar mekanisk spänning som funktion av töjning vid dragprov av material. Kurvans form varierar mycket med det provade materialets egenskaper, och dragprovet är en av de viktigaste provmetoderna inom materialtekniken.
Dragprovet genomförs genom att ett materialprov, ofta i form av en långsmal cylinder, spänns fast mellan två backar. Därefter utsätts provet för en spänning genom att det förlängs med konstant hastighet genom att avståndet mellan de två backarna ökas. Detta sker med hjälp av en elektrisk motor i en elektromekanisk dragprovmaskin eller med hydraulik i en servohydraulisk dragprovmaskin.
På den horisontella axeln i dragprovkurvan visas töjningen ({\displaystyle \varepsilon }) som är längdökningen dividerad med den ursprungliga längden, alltså den relativa längdförändringen, {\displaystyle \varepsilon =\ell /L}. På den vertikala axeln visas spänningen ({\displaystyle \sigma }) som är den pålagda kraften dividerad med tvärsnittsarean (provets ursprungliga tvärsnittsarea), σ = F/A.

## Exempel för en metall

Figuren visar en dragprovkurva för en metall. Mellan punkterna 1 och 2 är sambandet linjärt där lutningen E är elasticitetsmodulen. Vid 3 ligger elasticitetsgränsen. Vid 4 ligger en sträckgräns σ02, definierad som den spänning som efter avlastning ger en deformation på 0,2%.
Vilka spänningar som olika material tål (sträckgräns, brottgräns) beror på temperatur och på detaljer i materialets sammansättning och värmebehandling. Den initiala lutningen är däremot endast i stora drag beroende på sammansättning, eftersom elasticitetsmodulen motsvarar kraftkonstanten i bindningarna mellan atomerna. För de flesta vanliga metallerna är denna elasticitetsmodul av storleksordingen 1011 Pa.

## Töjningsförlopp för olika material

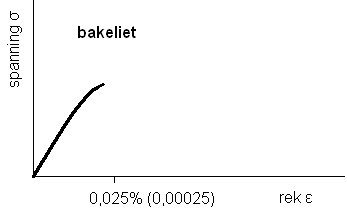
Bakelit, ett sprött material; det plastiska området saknas och brott uppstår vid små töjningsvärden
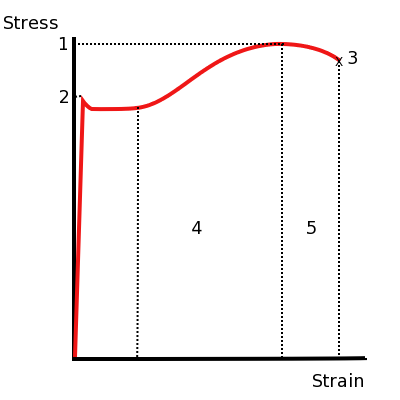
Stål; 1 är brottgränsen, 2 är den övre sträckgränsen där plastisk formändring börjar, 3 är brott, i område 4 hårdnar stålet genom kallbearbetning, i område 5 dominerar provets minskande tvärsnittsarea
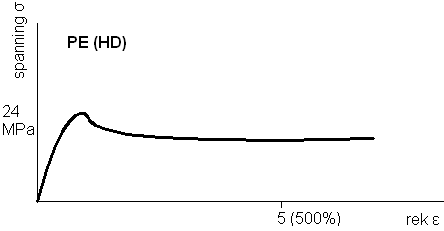
Polyeten, ett material med stor seghet;  det plastiska området blir utsträckt